# Villa Alegre
Villa Alegre är en kommun i Chile.   Den ligger i provinsen Provincia de Linares och regionen Región del Maule, i den södra delen av landet, 260 km söder om huvudstaden Santiago de Chile. Antalet invånare är 14 695. Arean är 190 kvadratkilometer.
Terrängen i Villa Alegre är platt.
Trakten runt Villa Alegre består till största delen av jordbruksmark. Runt Villa Alegre är det glesbefolkat, med 16 invånare per kvadratkilometer.